# 聖卡洛斯德瓜魯
聖卡洛斯德瓜魯是哥倫比亞的城鎮，位於該國中部，由梅塔省負責管轄，距離首府比亞維森西奧96公里，始建於1954年，面積814平方公里，海拔高度256米，2005年人口6,909。
3°43′N 73°15′W / 3.717°N 73.250°W